# Nanshi, Tianjin
Nanshi (kinesiska: 南市, 南市街道) är ett stadsdelsdistrikt i Kina. Det ligger i storstadsområdet Tianjin, i den norra delen av landet, nära eller i stadens centrum. Antalet invånare är 33 874. Befolkningen består av 15 923 kvinnor och 17 951 män. Barn under 15 år utgör 8,0 %, vuxna 15-64 år 80 %, och äldre över 65 år 11,0 %.